# 벵에돔
벵에돔(Girella punctata)은 벵에돔과에 속하는 물고기로 동아시아의 온대 바다에 서식한다.몸길이는 60cm이다. 